# Zbigniew Syka
Zbigniew Stanisław Syka (né le 24 mars 1936 à Bydgoszcz et mort le 2 août 1966 dans la même ville) est un athlète polonais spécialiste du sprint.

## Biographie
Troisième sprinteur polonais engagé sur 100 mètres aux Jeux olympiques de 1964, il est éliminé dès les séries.
Il est vice-champion d'Europe avec l'équipe de relais de 4 x 100 m polonaise en 1962 à Belgrade.

## Palmarès
| Date | Compétition           | Lieu     | Résultat | Épreuve   | Performance | Référence |
| ---- | --------------------- | -------- | -------- | --------- | ----------- | --------- |
| 1962 | Championnats d'Europe | Belgrade | 2e       | 4 x 100 m | 39 s 5      | [ 1 ]     |

## Records
| Épreuve | Performance | Lieu      | Date         | Référence |
| ------- | ----------- | --------- | ------------ | --------- |
| 100 m   | 10 s 3      | Bydgoszcz | 15 juin 1963 | [ 2 ]     |